# 小笠原聖
小笠原 聖（おがさわら せい、1978年12月5日 - ）は、日本のフリーアナウンサー。

## 来歴
東京都世田谷区出身。名前の「聖」は、外国人から呼称された時に、認知されやすい音を意識して名付けられたと由縁を説明している。
中学2年迄は鉄道の運転士を目指していたが、夜勤をしていた母親からポケットラジオを貰った事がキッカケでラジオ番組の深夜放送を聞くようになると、その影響からアナウンサー志望となり、放送業界に関連のある印象から堀越高等学校に進学し、1997年3月、同校卒業。同年4月、旭川大学経済学部に指定校推薦にて入学。
就職試験にて、放送局のアナウンサーを志望し、内定が貰えず就職留年。翌年の採用活動にて秋田朝日放送から内定を受けて、2002年3月、同大を卒業し、同年4月、秋田朝日放送に入社。内定後研修として、同年2月15日から10日間、キー局であるテレビ朝日でのANN系列局の新人アナウンサー研修を受講。アナウンサー兼県警担当記者として、高校野球中継やニュース、県広報番組を担当。しかし、体調不良により同年12月末付けでに秋田朝日放送を退職。
地元である東京に戻り、暫くの後に2003年7月からフリーアナウンサーとしてエス・オー・プロモーションに所属。主に、スポーツ実況やスポーツ番組を担当し、2011年より事務所との契約を解消し、個人事務所を立ち上げて活動している。また、2016年6月からニッポン放送の契約アナウンサーとして泊りの定時ニュースと『ショウアップナイター』のスタジオ担当をしており、そのため、同局アナウンサーの新行市佳と一緒に2016年リオデジャネイロパラリンピックに派遣され、現地取材を担当した。
プライベートでは2017年12月に結婚した。

## 人物
- 旭川大在学時代、同校に放送研究会が無かった為、小笠原が学内の友人を集めて「同好会」を自ら立ち上げて、アナウンスの基礎を作ったとしている。また、進学理由は北海道旅行中に見たテレビ番組に出演していた木村洋二に憧れ、その姿を見て学びたいという思いからであった[3]。
- 鉄道の運転士を目指してた時期があった様に、鉄道ファンであり、自身の出演番組や鉄道イベントへの出演も行っている[7][8]。

## 出演番組

### テレビ
- TVSライオンズアワー（テレ玉）
- 夏季埼玉県高等学校野球大会（テレ玉）※実況 - 2014年 -
- マリーンズナイター（千葉テレビ放送）※実況・リポート
- 夏の高校野球千葉大会（千葉テレビ放送）※実況
- マイナビ Be a booster! B.LEAGUEウィークリーハイライト（BS11）※アシスタント - 2019年10月3日 -
- デイリーニュース(横須賀・三浦・葉山)（J:COM 湘南・神奈川）※キャスター（火曜）
- フリーゾーン2006（朝日ニュースター）キャスター
- 浅草お茶の間寄席（千葉テレビ放送）※案内人（司会） - 2004年4月5日 - 2007年
- ゆめ半島千葉国体高校野球競技ダイジェスト（千葉テレビ放送）※ご意見番 - 2010年9月
- 教えて・からだのミカタ（BS-TBS）※リポーター - 2009年5月2日 - 2011年9月24日
- 速報!今日の高校野球（千葉テレビ放送）※司会 - 2004年 - 2011年
- 朝生とちぎキャスター（とちぎテレビ）
- BS12 プロ野球中継 （TwellV）
- 断然 パ・リーグ主義!!（BS11） - 2011年
- 夏の高校野球茨城大会（千葉テレビ放送、スカイA）※実況 - 2011年7月28日
- 地元TVおかえり!（itscom）※月、火曜担当 - 2011年3月
- NEWSチバ930（千葉テレビ放送）※藤岡裕大へのインタビュアー - 2018年7月26日
- 第74回秋季関東地区高等学校野球大会ダイジェスト〜ROAD TO センバツ〜（テレ玉・とちぎテレビ・群馬テレビ・千葉テレビ・TVKテレビ）

### ラジオ
- NACK5 SATURDAY&SUNDAY LIONS （NACK5）※実況 - 2010年 -
- 埼玉縣信用金庫 presents RUGBY TOWN SAITAMA（NACK5）※パーソナリティ - 2021年4月3日
- ニッポン放送ショウアップナイター（ニッポン放送）※スタジオ担当（金曜） - 2019 - 21年
  - ショウアップナイタープレイボール - 2017年6月16日 -
  - ショウアップナイターハイライト - 2017年6月16日 -
- ニッポン放送ニュース・交通情報・天気予報（ニッポン放送） - 2017年6月16日 - 2021年3月27日
  - 徳光和夫 とくモリ!歌謡サタデー
  - 八木亜希子 LOVE&MELODY
- TOKYO FM NEWS・TOKYO FM SPORTS土曜担当。（エフエム東京）
- リオデジャネイロパラリンピックリポート（ニッポン放送） - 2016年9月5 - 18日
- Jリーグ RADIO（ニッポン放送）※実況、ゴール裏リポーター
- SPO-NOW（NACK5）※パーソナリティー - 2011年4月2日 - 2021年3月28日
- NACK5 COUNTDOWN SPECIAL SAITAMA JUDGE 2019-2020（NACK5） - 2019年12月31日、2020年1月1日
- ABCフレッシュアップベースボール 実況（ABCラジオ）-2024年5月11日

### インターネット動画配信
- WEリーグ中継（ELEVEN SPORTS）※実況 - 2021年5月 -